# Meihua Holdings
Meihua Holdings Group Company Limited («Мэйхуа») — китайская пищевая, биофармацевтическая и химическая корпорация, крупный переработчик сельскохозяйственного сырья (кукурузы), производитель аминокислот, пищевых добавок, приправ, соусов, растворимых капсул и удобрений. Основана в 2002 году, штаб-квартира расположена в Ланфане. 

## История
В апреле 2002 года в Ланфане была основана компания Hebei Meihua Monosodium Glutamate Group. В 2003 году началось строительство завода в Тунляо. В июле 2008 года крупными инвесторами Meihua стали CDH Investments и New Horizon Capital. В мае 2009 года в Ланфане был создан центр анализа и тестирования аминокислот Meihua Bio-Technology Development. В марте 2010 года Meihua Holdings Group вышла на Шанхайскую фондовую биржу. В 2011 году был введён в эксплуатацию завод по расфасовке приправ в Ланфане, в 2012 году — завод по производству ксантановой камеди в Синьцзяне. В 2014 году Meihua Holdings приобрела компании Dalian Hissen Biopharm и Shanxi Guangsheng Medicinal Capsule. По итогам 2015 года оборот компании превысил 13 млрд юаней, а число сотрудников Meihua достигло 12 тыс. человек.

## Деятельность
По итогам 2021 года основные продажи пришлись на кормовые аминокислоты (36,9 %), усилители вкуса (34,8 %), сырьевые материалы и побочные продукты (16 %), фармацевтические аминокислоты (2,5 %). Более 72 % продаж пришлось на Китай, остальное — на зарубежные страны.
Предприятия Meihua Holdings Group расположены в городах Ланфан, Тунляо, Уцзяцюй, Далянь и Байчэн. 

### Продукция
Meihua Holdings производит:
- Пищевые добавки и приправы (глутамат натрия, инозинат натрия, ксантановую камедь, натамицин, трегалозу, рибонуклеотиды динатрия)[10][11][12]
- Кормовые аминокислоты (валин, лизин, треонин, триптофан, кукурузную глютеновую муку, порошок кукурузной шелухи)[13]
- Фармацевтические аминокислоты (глутамин, лейцин, изолейцин, BCAA, пролин, валин, инозин, гуанозин, аденозин)[14]
- Капсулы (желатиновые, целлюлозные, пуллулановые)[15]
- Удобрения (почвенные кондиционеры)[16]

## Акционеры
Крупнейшими акционерами Meihua Holdings являются Мэн Циншань (27,7 %), Aegon Industrial Fund Management (4,66 %), Beijing Longhui Investment (3,69 %), Ху Цзицзюнь (3,23 %), Ван Айцзюнь (2,31 %), Huatai Pine Bridge Fund Management (1,91 %), Лян Юйбо (1,74 %) и E Fund Management (1,13 %).